# FV104 Samaritan
FV104 Samaritan – brytyjski opancerzony ambulans wojskowy należący do rodziny pojazdów CVR(T), opracowany na potrzeby armii brytyjskiej na przełomie lat 60. i 70. XX wieku przez przedsiębiorstwo Alvis. Według różnych źródeł zbudowanych zostało 50 lub 101 egzemplarzy pojazdu. W 2020 roku w posiadaniu brytyjskich sił zbrojnych pozostawały 33 pojazdy tego typu.
Pojazd jest nieuzbrojony, pozwala na przewóz sześciu poszkodowanych na noszach. Przystosowany jest do transportu na pokładzie samolotu C-130 Hercules.